# Estonia
Estonia (est. Eesti), Republika Estońska (est. Eesti Vabariik) – państwo unitarne w Europie Północnej, nad Morzem Bałtyckim, nad Zatoką Fińską, nad którą leży Tallinn, stolica i największe miasto kraju, i Zatoką Ryską. Powstało po I wojnie światowej. Członek Unii Europejskiej i NATO. Graniczy z Łotwą od południa i z Rosją od wschodu oraz z Finlandią przez Zatokę Fińską. Jedno z najbardziej zinformatyzowanych państw świata.

## Nazwa
Nazwa Estonia (we współczesnym języku estońskim Eesti) może być wywodzona ze słowa Aestii, zlatynizowanej nazwy nadanej przez starożytnych Germanów ludom zamieszkującym tereny na północny wschód od Wisły. Rzymski historyk Tacyt w 98 r. n.e. po raz pierwszy pisał o ludach Aestii i wczesnych Skandynawach.
Dawne skandynawskie sagi nazywają ziemie na południe od Zatoki Fińskiej Eistland.

## Tożsamość

### Estonia a Skandynawia
Estonia ma silne wpływy skandynawskie, szczególnie szwedzkie i duńskie. Sama nazwa stolicy Estonii – Tallinn znaczy „Duńskie Miasto”.
Po uzyskaniu przez Estonię niepodległości w 1918 roku rząd estoński rozpoczął starania o przyjęcie do kręgu krajów nordyckich. Osobą szczególnie zainteresowaną włączeniem Estonii do tej grupy był Aleksander Kesküla. Próby te zostały zahamowane po drugiej wojnie światowej, po aneksji kraju przez ZSRR.
Po odzyskaniu niepodległości w 1991 r. powrócono do idei identyfikacji z kulturą nordycką. Kluczowym momentem była przemowa estońskiego ministra spraw zagranicznych Toomasa Hendrika Ilvesa w Szwedzkim Instytucie Spraw Zagranicznych w 1999 r.

### Estonia a Finlandia
Pod względem kulturowym, językowym, wyznaniowym i wieloma innymi Estonia jest podobna do Finlandii (Estończycy są najbliższymi krewnymi Finów). Różnicami między krajami mogą być silne wpływy niemieckie w Estonii, których w Finlandii nie było, a także inna historia najnowsza, duża mniejszość rosyjska oraz liberalny model gospodarczy.

### Wpływy niemieckie
Estonia (podobnie jak jej południowy sąsiad – Łotwa) od wczesnego średniowiecza, aż do początków XX wieku, a więc przez wieleset lat, znajdowała się pod bardzo silnym wpływem kultury niemieckiej. Było to spowodowane tym, że obecne Estonia i Łotwa to dawne Inflanty i inne krainy historyczne (np. Terra Mariana), które najdłużej w swej historii były pod niemieckim panowaniem. Kultura niemiecka oddziaływała tam jednak znacznie dłużej niż tylko w czasie oficjalnego panowania Niemców na tym terenie. Oddziaływała również w czasie panowań szwedzkiego, polskiego, czy też rosyjskiego – wyższą klasę społeczeństwa stanowili tam wciąż Niemcy, obejmowali oni też często najważniejsze urzędy w administracji, a miasta w tych krajach wciąż miały niemiecki charakter. Jeden z polskich studentów, Bolesław Limanowski, w swych Pamiętnikach (1835–1870) opisuje, będące już pod rosyjskim panowaniem, miasto Tartu w Estonii: „Tartu miało charakter zupełnie niemieckiego miasta. Język niemiecki panował wszędzie: w urzędach, na katedrach uniwersyteckich, w sklepach, na ulicy. Właściwe miasto było z prawej strony Embachu. Miało ono piękny staroniemiecki wygląd, zwłaszcza główna ulica Ritterstrasse (Rycerska) przedstawiała się wspaniale. Lecz największą ozdobą było wzgórze piętrzące się nad miastem i porosłe bujnym lasem, tak zwane Domberg, od dawnej katedry katolickiej, w której ongiś kazał Piotr Skarga”. Kultura niemiecka silnie oddziaływała na, skupione głównie na wsiach, ludy fińskie, czyli przodków obecnych Estończyków oraz ludy bałtyckie – przodków obecnych Łotyszy. Kultura niemiecka wciąż obecna jest w wielu aspektach kulturowych dzisiejszych Estończyków i Łotyszy.

## Geografia

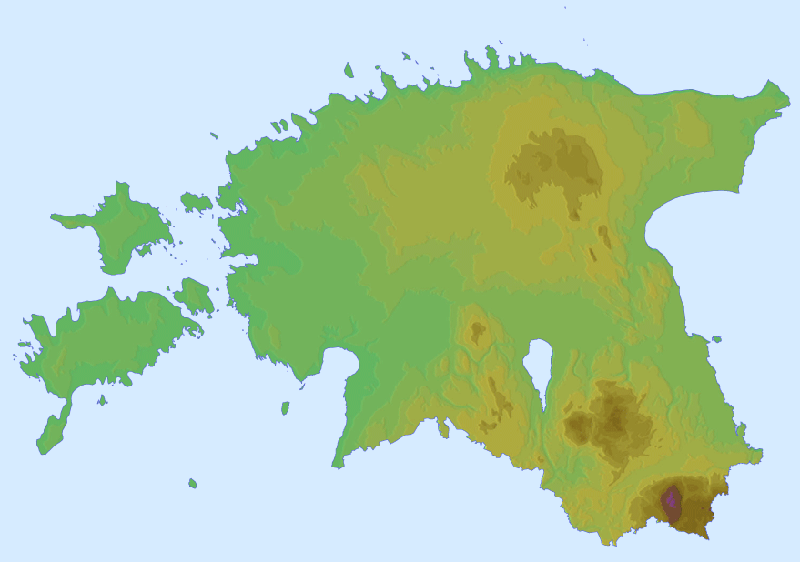
Ukształtowanie terenu

- Całkowita granica lądowa: 681,6 km, w tym z Rosją 338,6 km, z Łotwą 343 km[15]
- Długość granicy morskiej: 3780 km
- Długość wybrzeża: 3780 km, w tym bez wysp: 1240 km[16]
- Najwyższy punkt: Suur Munamägi 318 m n.p.m.
- Najniższy punkt: Bałtyk 0 m

W skład Estonii wchodzi 2355 wysp i wysepek w Zatoce Ryskiej (największe Sarema i Hiuma) o łącznej powierzchni 4,2 tys. km² (9,2% powierzchni kraju). Zachodnie wybrzeże silnie rozczłonkowane, niskie, północne – wysokie i strome. Większość obszaru stanowią tereny nizinne (średnia wysokość 50 m) z najwyższym wzniesieniem Suur Munamägi, sięgającym 318 m n.p.m. Rzeźba polodowcowa (moreny, drumliny, ozy, jeziora). W północno-wschodniej części wysoczyzna Pandivere (wys. do 166 m), na południu i południowym wschodzie wzniesienia Sakala, Otepää i Haanja (do 318 m). Klimat umiarkowany, przejściowy między morskim i kontynentalnym. Średnia temperatura w najchłodniejszym miesiącu (w lutym) wynosi od –7 °C na wschodzie, do –3 °C na zachodnich wyspach, w lipcu 16–17 °C. Suma roczna opadów 500–700 mm, maksimum od lipca do września. Gęsta sieć rzeczna, zwłaszcza w południowej części, główne rzeki: Narwa, Ema, Parnawa; ponad 1000 jezior (ok. 5% powierzchni kraju), największe Pejpus (graniczne z Rosją). Estonia leży w strefie lasów mieszanych. Na ubogich glebach piaszczystych rosną bory sosnowe (z sosną zwyczajną), na glebach bardziej żyznych lasy świerkowe (ze świerkiem pospolitym), niekiedy ze znacznym udziałem dębu szypułkowego i innych drzew liściastych. Lasy zajmują ok. 38,5% powierzchni kraju, torfowiska (przeważnie wysokie) i tereny podmokłe – 20%. Na wschód od Tallinna (na wybrzeżu Zatoki Fińskiej) leży Park Narodowy Lahemaa. Zgodnie z ostatnimi badaniami powierzchnia Estonii wzrosła o 112 km². Najdłuższą rzeką Estonii jest Võhandu.
| Nazwa    | Powierzchnia | Liczba mieszkańców |
| -------- | ------------ | ------------------ |
| Sarema   | 2673 km²     | 39 231             |
| Hiuma    | 986 km²      | 11 087             |
| Muhu     | 206 km²      | 1822               |
| Vormsi   | 92,9 km²     | 330                |
| Kassari  | 19,3 km²     | 280                |
| Naissaar | 18,6 km²     | 7                  |

Zobacz też: Rzeki w Estonii, Jeziora w Estonii

## Historia

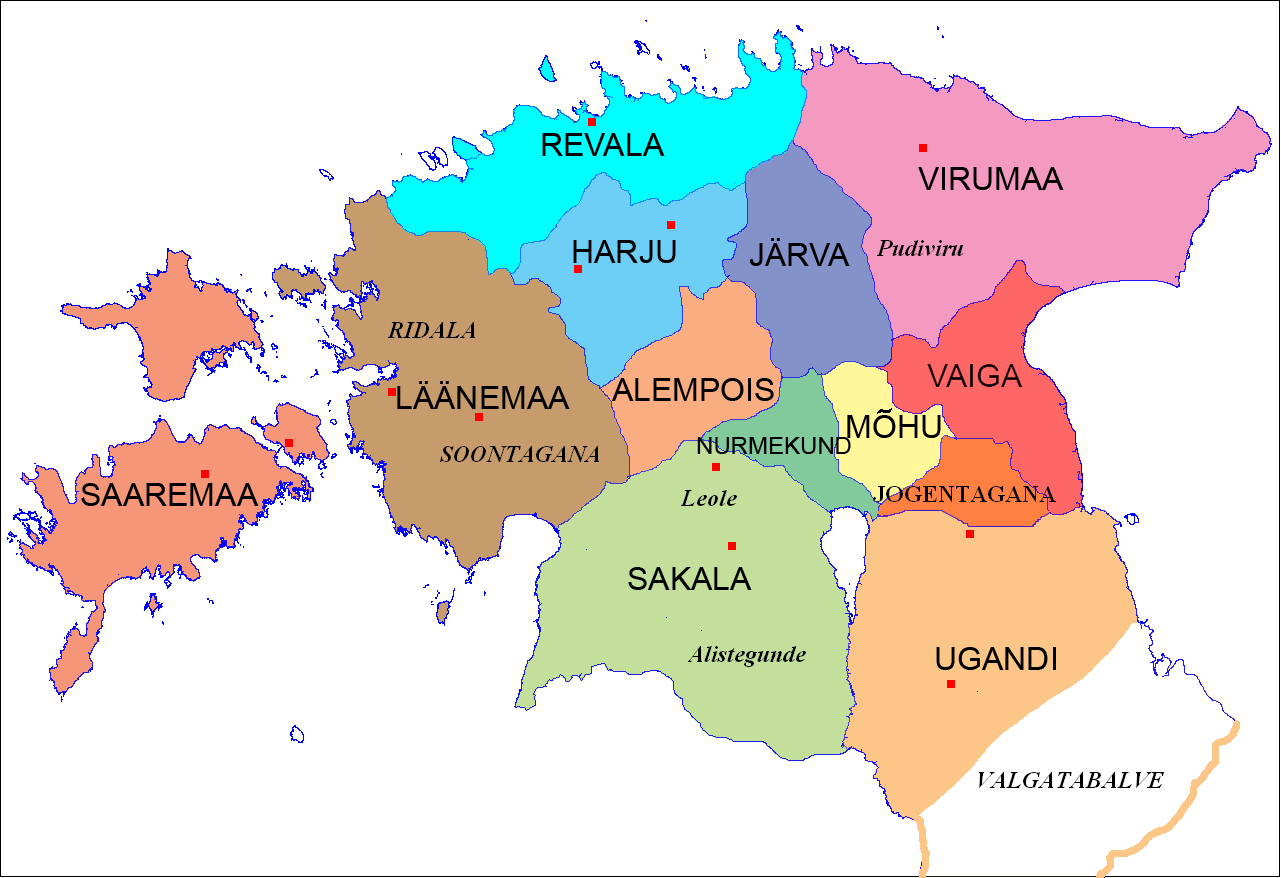
Prowincje średniowiecznej Estonii

- 8000 p.n.e. – najstarsze ślady osadnictwa na terenie Estonii;
- 3000 p.n.e. – osiedlają się plemiona ugrofińskie;
- 100 – rzymski historyk Tacyt wspomina w swoich kronikach o Estach (Aestii, Aestiorum gentes);
- 525 – poselstwo Estów do króla Ostrogotów Teodoryka w Rzymie[21]
- VIII wiek – początki osiedlania się wikingów na terenie Estonii.
- IX–XII wiek – uzależnienie od księstw fińskich;
- 1030 – pierwsze wzmianki o Tartu (Dorpat);
- 1050 – pojawiają się zręby późniejszego miasta Tallinna;
- 1154 – arabski badacz al-Idrisi umieszcza Tallinn w swoim atlasie pod nazwą Kalawin (Kalevan);
- 1208 – niemieccy Kawalerowie Mieczowi rozpoczynają swoją ekspansję na tereny estońskie (z terenów opanowanej już Łotwy), początek dwustuletniej walki z Zakonem. Od tego czasu zaczęły się w Estonii długie i bardzo silne wpływy niemieckie, rozpoczęły się niemieckie osadnictwo, panowanie i dominacja nad terytorium Estonii, w miastach zaczęła dominować, niemal całkowicie, kultura niemiecka, sytuacja ta trwała setki lat.

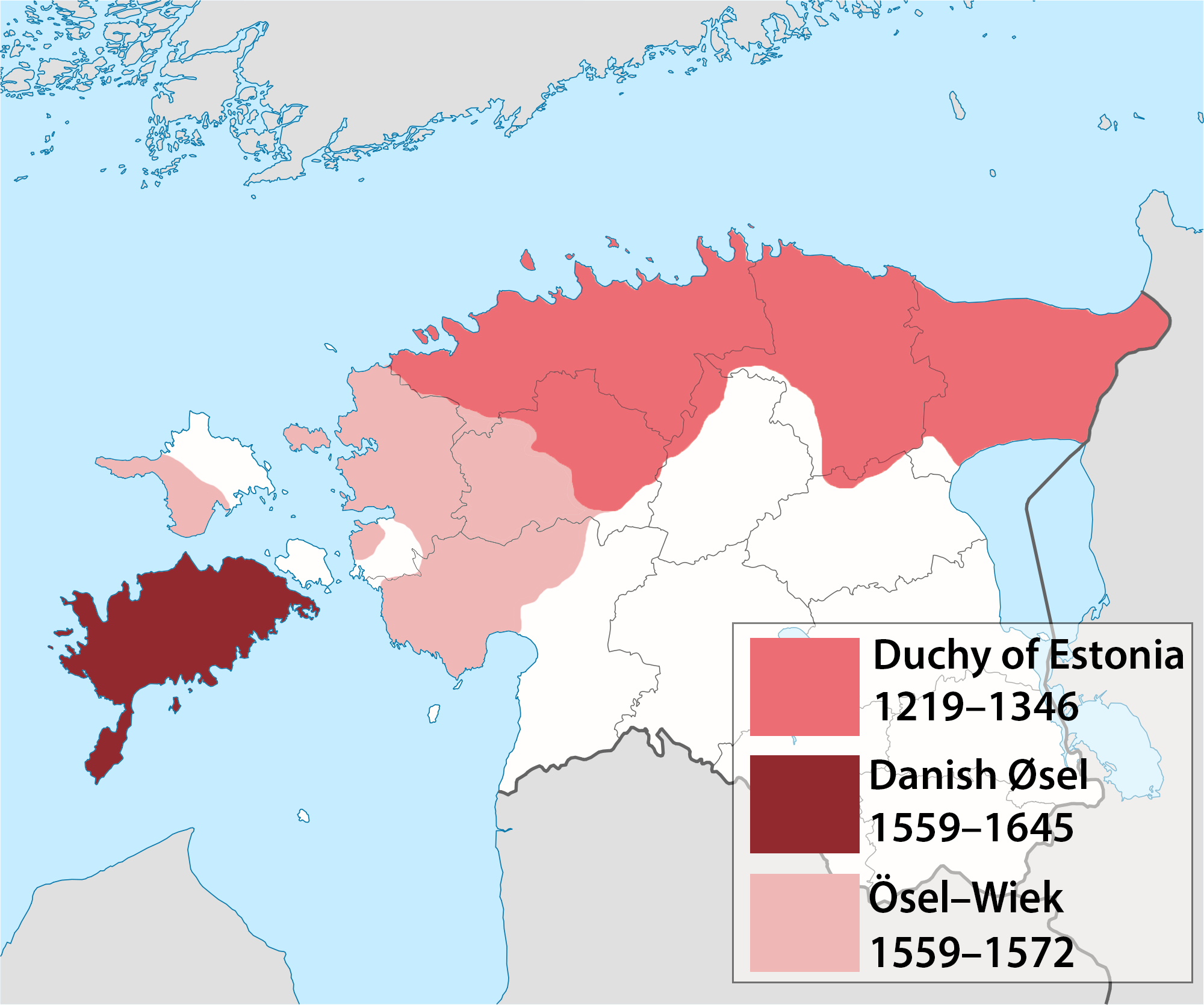
Zasięg władztwa duńskiego w latach 1219–1645

- 1219 – duński król Waldemar II Zwycięski opanowuje północną część Estonii, w tym miasto Tallinn (zob. też Dannebrog – flaga duńska), powstaje Księstwo Estonii;
- 1248 – Tallinn (Rewal) otrzymuje prawa miejskie; w XIII w. powstają kolejne miasta: Parnawa, Dorpat, Haapsalu, Fellin i Paide;
- ok. 1285 – miasta Tallinn i Dorpat zostają członkami Hanzy
- 1343–1345 – powstanie estońskie, Duńczycy sprzedają swoje terytorium inflanckiej gałęzi zakonu krzyżackiego, likwidacja księstwa Estonii;
- 1523–1526 – reformacja w Estonii;
- 1525 – pojawia się pierwsza książka w języku estońskim (szybko zniszczona z powodu oskarżeń o herezję);
- 1535 – pierwszy katechizm w języku estońskim;
- 1558–1583 – wojna o Inflanty, sekularyzacja inflanckiej gałęzi zakonu krzyżackiego, obszar dzisiejszej Estonii podzielony między Szwecję (północ: Księstwo Estonii), Polskę (południe: Księstwo Zadźwińskie) i Danię (wyspa Ozylia); kraj (po obu stronach granicy) liczy ok. 250 tys. mieszkańców;
- 1598 – w północnej Liwonii (dzisiejszej południowej Estonii) powstają województwa parnawskie i dorpackie;
- 1600 – Zygmunt III Waza ogłosił inkorporację ówczesnej Estonii (dzisiejszej północnej Estonii) do Rzeczypospolitej, wybuch wojny polsko-szwedzkiej. Na terenie dzisiejszej Estonii Polacy odnosili liczne zwycięstwa: pod Karksi, Fellinem, Rewlem, pod Białym Kamieniem (dwukrotnie), Rakvere i Parnawą.

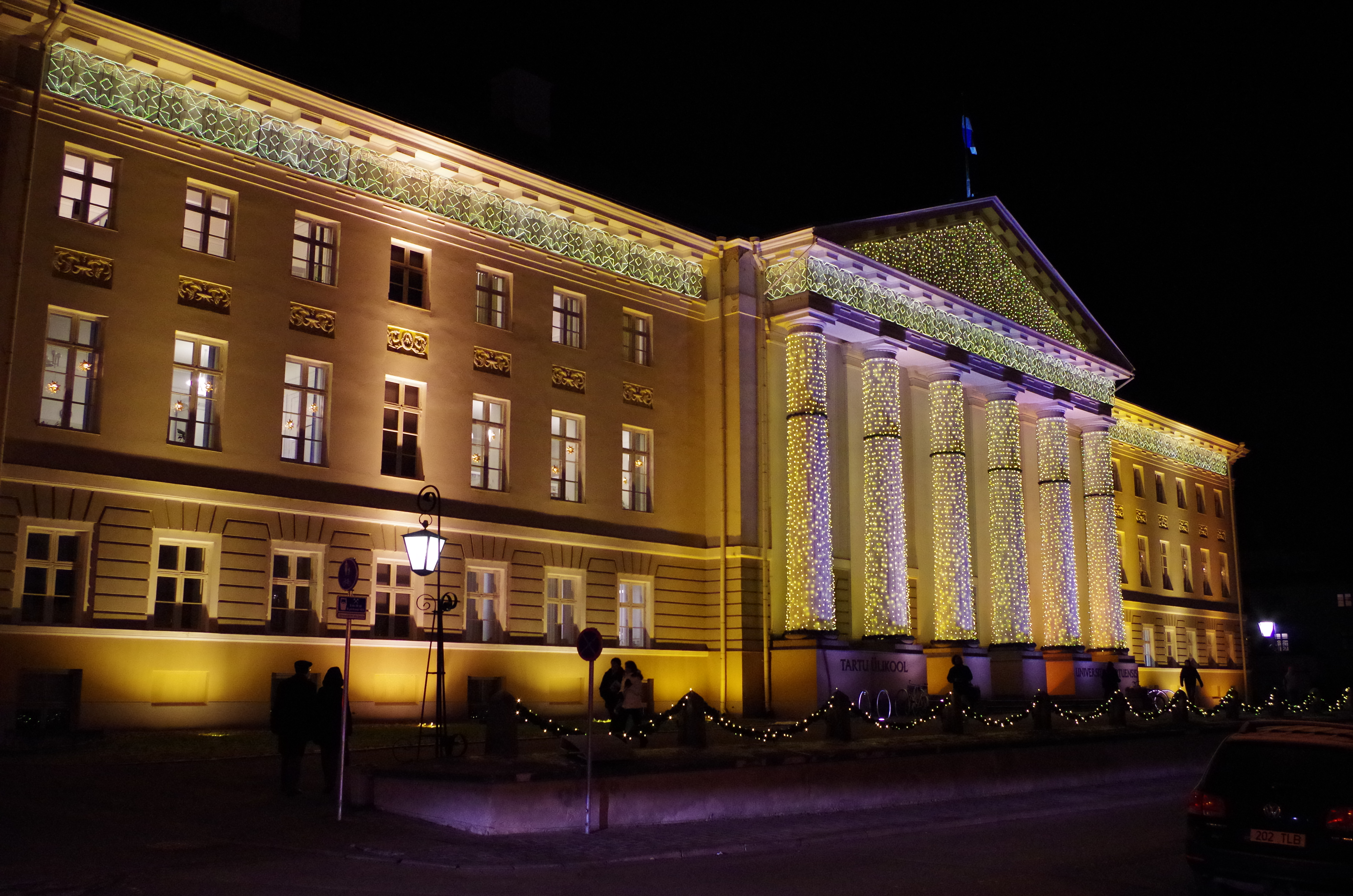
Uniwersytet w Tartu współcześnie

- 1629 – Szwecja opanowuje tereny na północ od Dźwiny: dotychczasową polską Liwonię;
- 1632 – powstaje Uniwersytet Dorpacki, będący obecnie najstarszym, największym i najbardziej prestiżowym uniwersytetem Estonii. Estonia liczy ok. 70–100 tys. mieszkańców;
- 1648 – wyspa Ozylia przechodzi z rąk duńskich do szwedzkich, cały obszar dzisiejszej Estonii w granicach Szwecji, ostateczny koniec władztwa duńskiego w Estonii;
- 1686 – pierwszy elementarz w języku estońskim;
- 1690 – Estonia liczy ok. 350 tys. mieszkańców;
- 1700–1721 – wielka wojna północna: Estonia staje się częścią Imperium Rosyjskiego, wyznanie luterańskie, administracja niemiecka i status szlachty pozostają niezmienione; Estonia liczy ok. 150–170 tys. mieszkańców;
- 1739 – pierwsza Biblia po estońsku;
- 1790 – Estonia liczy ok. 500 tys. mieszkańców, składa się z dwóch guberni: estońskiej (stolica Rewal/Tallinn) i liwlandzkiej (stolica Ryga);
- 1816 – zniesienie niewolnictwa w guberni estońskiej;
- 1819 – zniesienie niewolnictwa w guberni liwlandzkiej;
- 1857–1861 – ukazuje się Kalevipoeg, estoński epos narodowy;

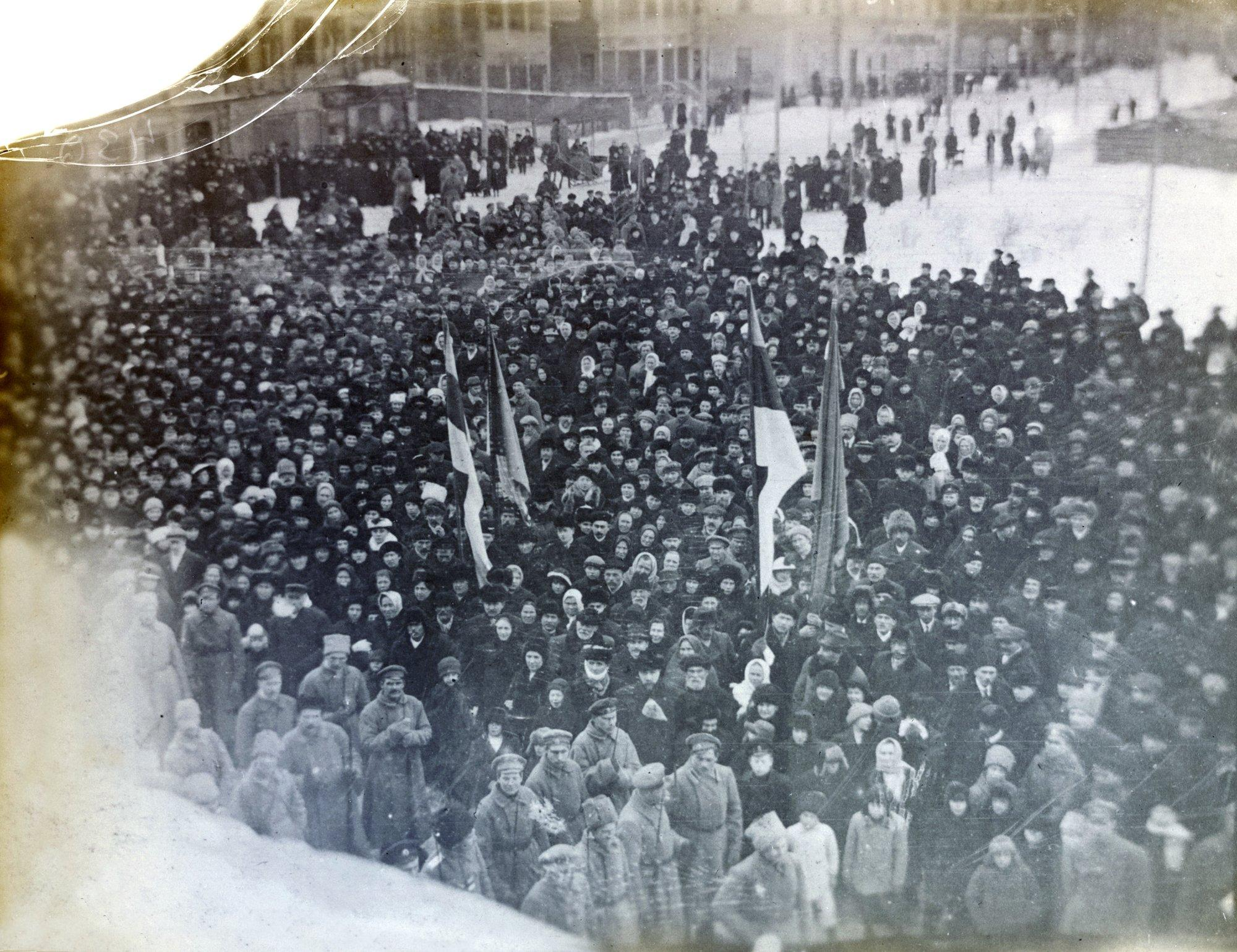
Ogłoszenie niepodległości Estonii w Parnawie w 1918 r.

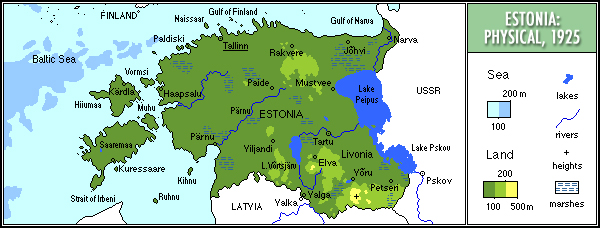
Mapa fizyczna międzywojennej Estonii

- 1880–1890 – nasila się polityka rusyfikacji;
- 1897 – największymi miastami obszaru dzisiejszej Estonii są Tallinn, Tartu, Narwa, jednakże populacja żadnego z nich nie przekracza 100 tys.;
- 1918 – zjednoczenie wszystkich ziem estońskich w jedną gubernię estońską;
- 24 lutego 1918 – deklaracja niepodległości Estonii;
- 1918–1920 – zwycięska wojna o niepodległość Estonii przeciwko Rosji;
- 1919 – wprowadzenie prohibicji w Finlandii powoduje rozwój nielegalnej produkcji i przemytu alkoholu do Finlandii
- 2 lutego 1920 – traktat w Tartu, Rosja radziecka uznaje niepodległość Estonii i rezygnuje z „eksportu rewolucji”. Pierwsze wybory do Riigikogu. Uchwalenie konstytucji na wzór szwajcarski: silna pozycja parlamentu, brak głowy państwa, zmiany w prawie uchwalane w referendum. Główne siły polityczne to: socjaldemokraci, prawicowy Związek Ludowy oraz centrowe partie drobnomieszczańskie. Większość mieszkańców to Estończycy (86%), ponadto Rosjanie (9%) oraz Niemcy. Liczna mniejszość szwedzka. Wyznaniowo kraj zdominowany przez Kościół luterański;
- 1924 – powstanie komunistyczne w Tallinnie inspirowane przez ZSRR;
- 1933 – nowy projekt konstytucji przygotowany przez ELV i zatwierdzony w referendum. Wprowadzenie systemu prezydenckiego: rząd i parlament wykonawcami jego woli. Ostatecznie konstytucja nie wchodzi w życie;
- 1934 – Konstantin Päts ze „Związku Ludowego” obejmuje urząd premiera, pracuje nad zmianami w konstytucji, zawiesza działalność parlamentu, stowarzyszeń i partii politycznych (w tym faszystowskiego ruchu wabsów), początek rządów autorytarnych – tzw. ery milczenia;
- 1934 – Estonia liczy 1 126 416 mieszkańców, w tym 93% Estończyków;
- Polityka zagraniczna: Kraj przyłącza się do powstałej 12 września w Genewie „Ententy Bałtyckiej”. Ponadto utrzymuje dobre stosunki z Polską, Wielką Brytanią i krajami skandynawskimi. Poprawnie układają się relacje z ZSRR;
- 1938 – reforma ustrojowa. Nowa konstytucja. Wybory do dwuizbowego parlamentu. Konstantin Päts zostaje prezydentem.

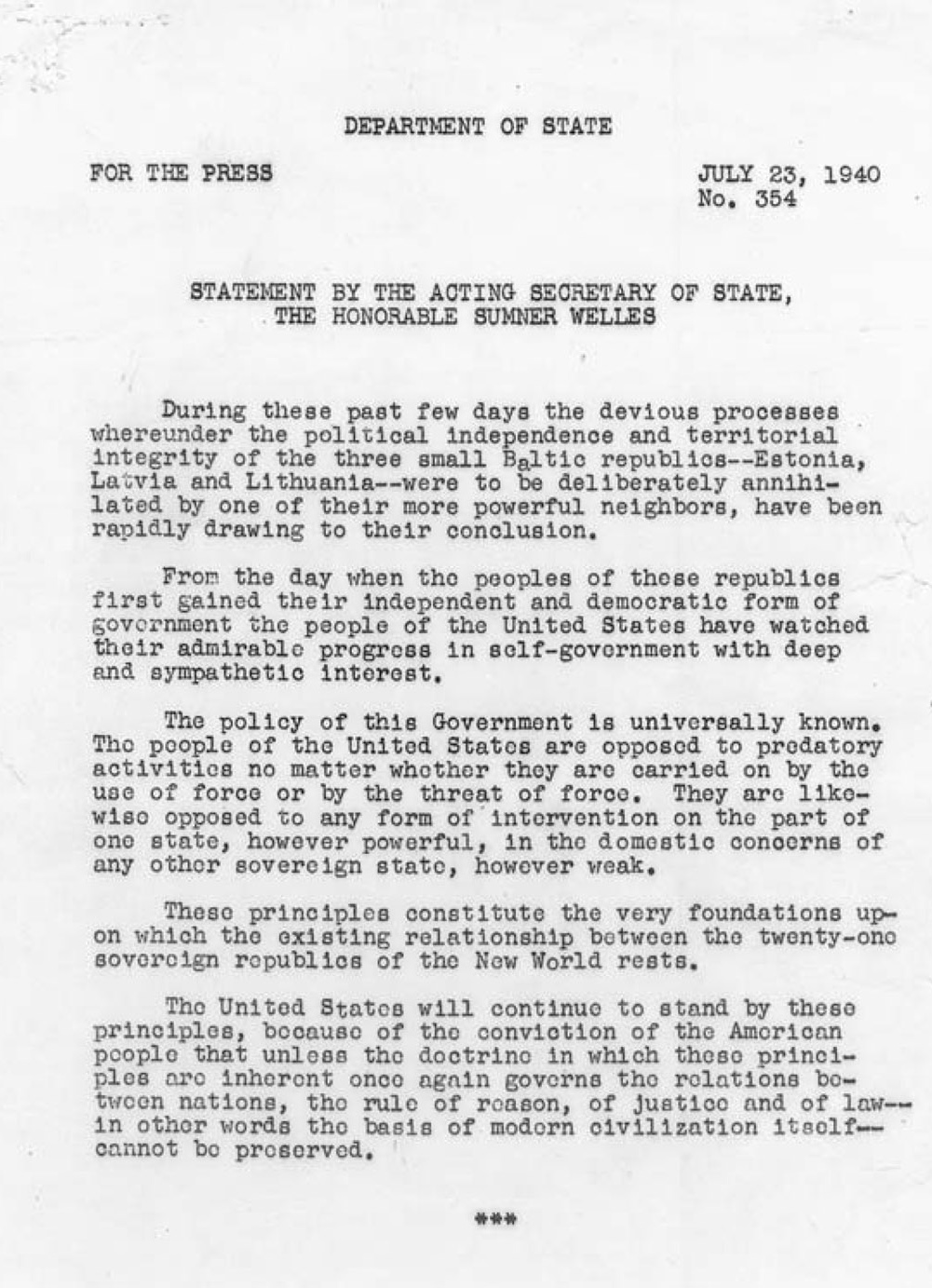
Deklaracja amerykańskiego departamentu stanu, z 1940 r., nieuznająca włączenia Litwy, Łotwy i Estonii do ZSRR i stwierdzająca okupację tych krajów przez obce, sowieckie, wojska. Stany Zjednoczone i większość krajów zachodnich nigdy nie uznały włączenia krajów bałtyckich do ZSRR

- 23 sierpnia 1939 – pakt Ribbentrop-Mołotow. Estonia w radzieckiej strefie wpływów.
- 28 września 1939 – Estonia godzi się na stacjonowanie Armii Czerwonej na swym terytorium. Liczba żołnierzy radzieckich przewyższa prawie dwukrotnie liczbę wojska estońskiego (25 tys.: 15 tys.).
- 17 czerwca 1940 – Sowieci wkraczają do Estonii. Następuje zmiana rządu na żądanie Żdanowa (emisariusza ZSRR w Estonii), nowym premierem zostaje Johannes Vares. 6 sierpnia kraj „wspaniałomyślnie” przyłączony do ZSRR, śmierć ok. 15 000 Estończyków w wyniku eksterminacji.
- 1941 – deportacje czerwcowe (ok. 10 tys. osób zesłanych na Sybir, w tym były prezydent Konstantin Päts). Mniejszość szwedzka ewakuowana na wniosek rządu Szwecji do swego kraju.
- 22 czerwca 1941 – wkroczenie wojsk niemieckich do Estonii spotyka się z pozytywną reakcją dużej części mieszkańców.
- 1942–1945 – w ograniczonym zakresie działa estoński ruch oporu.
- 1944 – mniejszość szwedzka ewakuowana na wniosek rządu Szwecji do swego kraju.
  - ponowne zajęcie przez ZSRR, aneksja 5% terytorium z miastem Pieczory przez Rosyjską FSRR
- 1944–1953 – estoński ruch oporu przeciwko sowieckiej okupacji („Leśni Bracia”), 15 tys. osób ginie lub umiera z głodu.
- 1944–1990 – na emigracji działa estoński rząd przeciwstawiający się aneksji kraju przez ZSRR (swą siedzibę ma w Sztokholmie i Oslo). Aneksji Estonii nie uznają m.in. Stany Zjednoczone i Watykan.
- 1949 – początek kolektywizacji i „rozkułaczania”.
- 1959 – 1 203 000 mieszkańców w Estonii, w tym 74% Estończyków.
- 1968 – pierwsze oznaki oporu przeciwko radzieckiej rzeczywistości.
- 1980 – „List 40”. Protest przeciwko zmasowanej rusyfikacji. Strajki studentów w obronie kultury narodowej.
- 1988 – „śpiewająca rewolucja”. Demonstracje 300 tys. Estończyków w Tallinnie. Przywrócenie flagi narodowej. W listopadzie Rada Najwyższa przyjmuje deklarację suwerenności miażdżącą większością głosów (254:7).
- 1990 – obywatele organizują się w Kongres Ludowy, mający doprowadzić do przywrócenia państwowości estońskiej.
- 1991 – w referendum marcowym 78% obywateli popiera niepodległość państwa.
- 1991 – na podstawie Rezolucji Rady Bezpieczeństwa ONZ nr 709 z 12 września 1991 roku Estonia została członkiem ONZ[22].
- 20 sierpnia 1991 – po puczu Janajewa Estonia deklaruje niepodległość, 6 września uznaną przez ZSRR. Na czele państwa stoi reformatorski komunista Edgar Savisaar.
- 1992 – wprowadzenie restrykcyjnego prawa o obywatelstwie. Pojawia się korona estońska zamiast przejściowych talonów. Pierwsze wybory do Riigikogu. Na czele państwa stają dwaj konserwatyści: Lennart Meri (prezydent) i Mart Laar (premier).
- 1993 – Estonia przyjęta do Rady Europy.
- 1994 – rosyjskie wojska opuszczają kraj.
- 1995 – powrót postkomunistów do władzy,
- 1996–1999 – projekt Tygrysi skok
- 1998 – początek negocjacji o członkostwie w Unii Europejskiej.

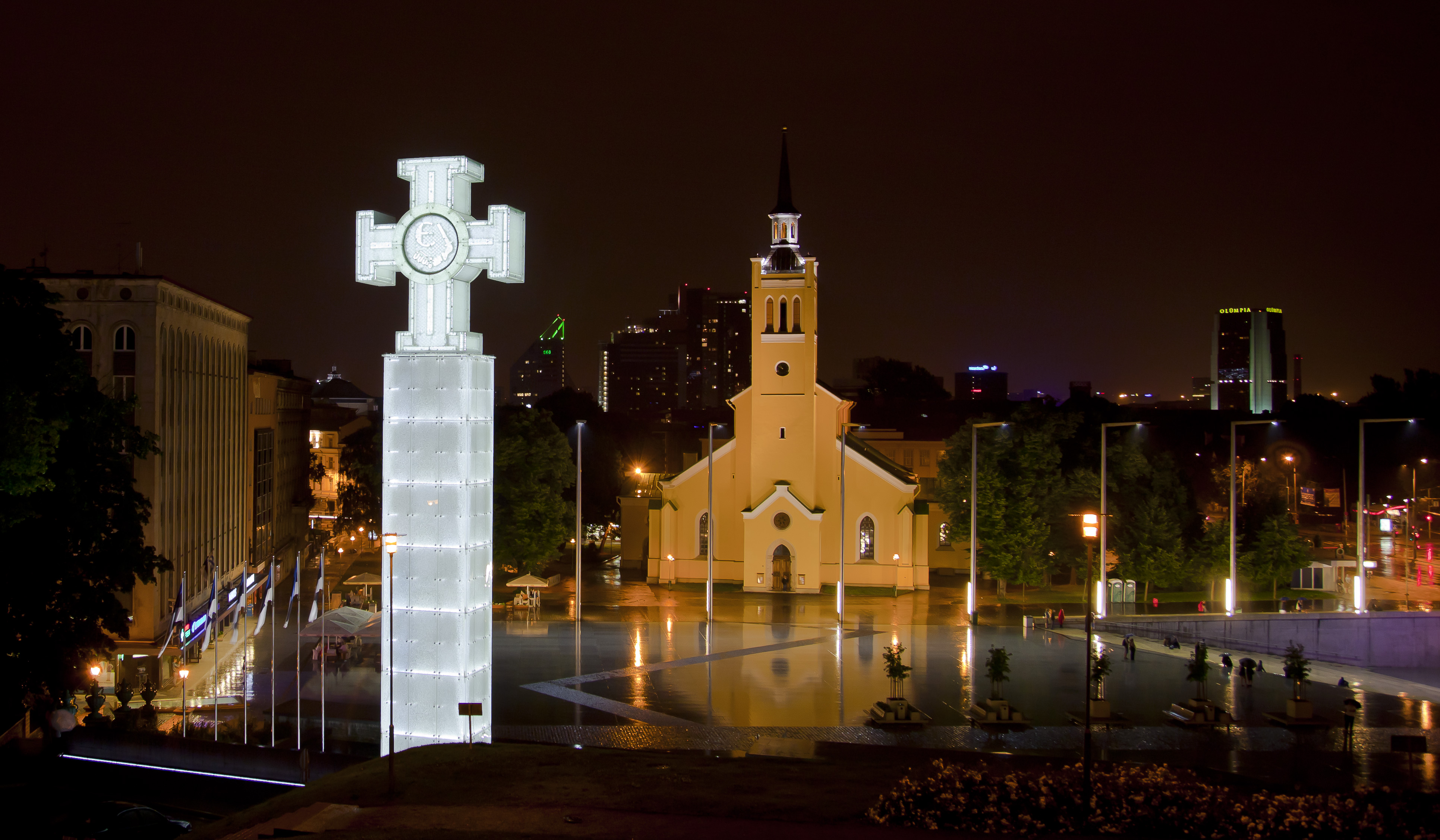
Kolumna Zwycięstwa, upamiętniająca zwycięstwo nad Rosją i Niemcami w wojnie o niepodległość Estonii, odsłonięta w 2009 w Tallinnie

- 1999 – rządy ponownie obejmuje prawica.
- 2001 – postkomunista Arnold Rüütel wybrany na prezydenta.
- 2002 – zakończenie negocjacji przedakcesyjnych.
- 2003 – referendum unijne, zakończone sukcesem zwolenników akcesji.
- 2004 – akces do NATO.
- 2004 – akces do UE[5].
- 2007 – gwałtowne zamieszki w Tallinnie organizowane przez rosyjską mniejszość, a spowodowane przeniesieniem pomnika żołnierza radzieckiego z centrum miasta na cmentarz wojskowy[23]. W tym samym roku Estonia została przyłączona do strefy Schengen[5].
- 2011 – Estonia przyjęła walutę euro[24][25].

## Ustrój polityczny

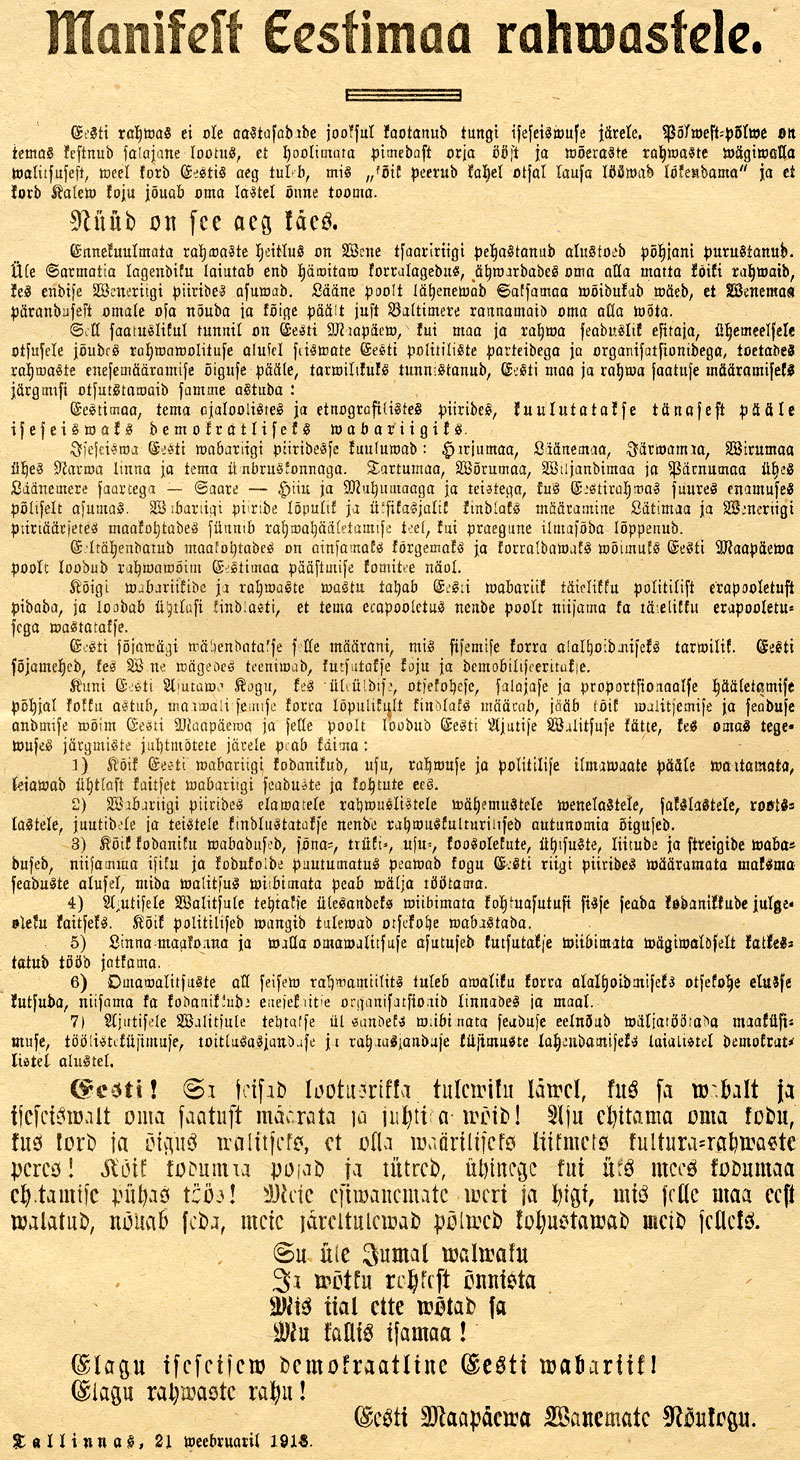
Estońska deklaracja niepodległości, 1918 r.

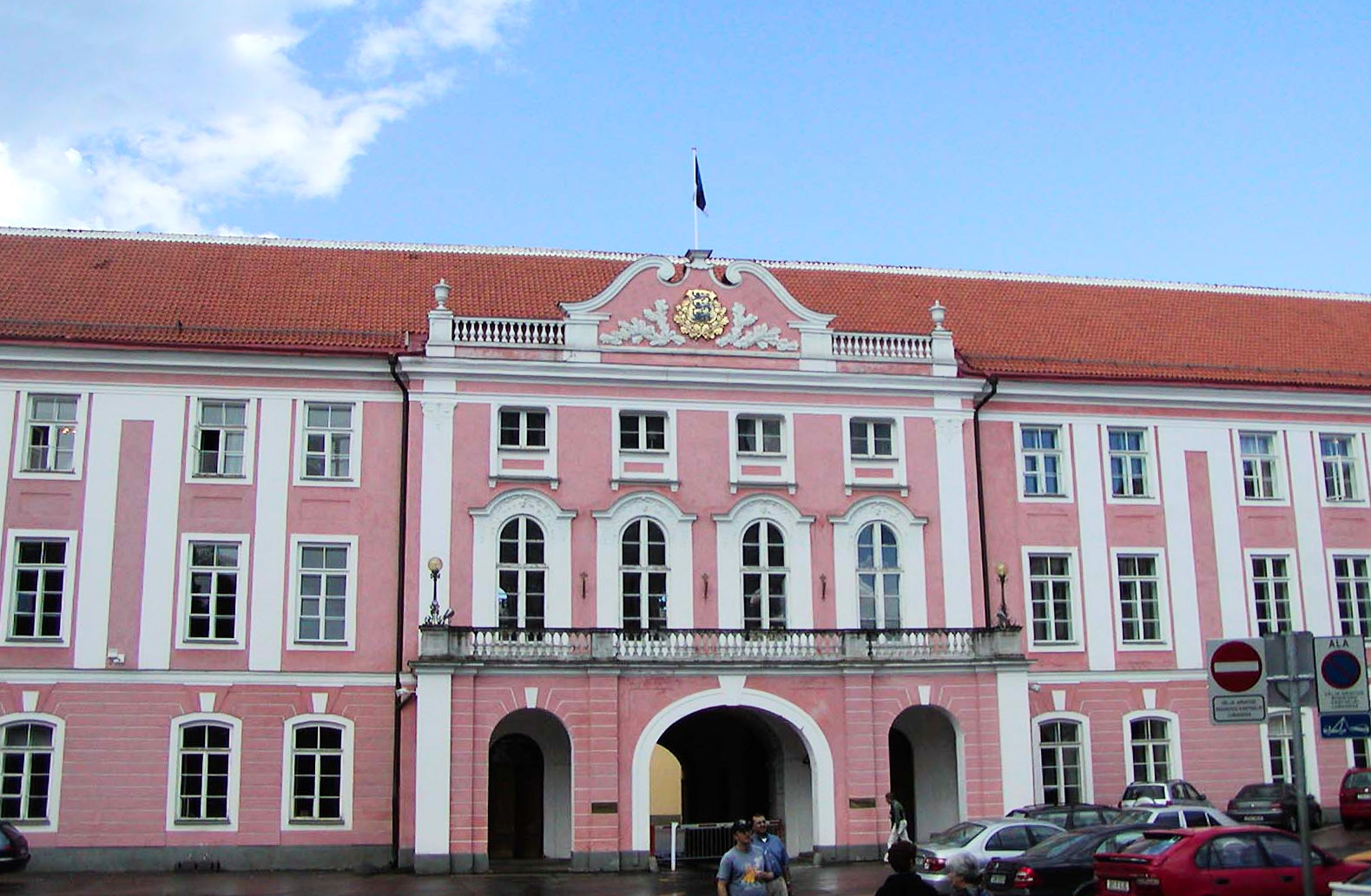
Parlament Estonii

Estonia jest republiką wielopartyjną. Ustrój polityczny kraju ukształtowała konstytucja z 1992 roku. Kładzie ona szczególny nacisk na dominację jednoizbowego parlamentu, który nazywa się Riigikogu. Jest on ciałem legislacyjnym, wybieranym w 5-przymiotnikowych wyborach (proporcjonalnych) na 4 lata z 5% progiem wyborczym dla partii. W parlamencie zasiada 101 deputowanych. Najważniejszymi zadaniami parlamentu, oprócz stanowienia prawa, są:
- zatwierdzanie rządu
- wybór prezydenta na 5-letnią kadencję.

Mimo że prezydent posiada prawo weta wobec ustaw parlamentu, jego kompetencje ograniczają się do reprezentowania państwa i wskazania premiera po wyborach, których termin także on wyznacza.
Głównym organem wykonawczym polityki państwa jest rząd, odpowiedzialny przed parlamentem. Parlament kontroluje go nie tylko przez votum zaufania/nieufności, ale także przez interpelacje i zapytania (tzw. godzina pytań do premiera w każdą środę).

## Siły zbrojne
Estonia dysponuje trzema rodzajami sił zbrojnych: wojskami lądowymi, marynarką wojenną oraz siłami powietrznymi. Uzbrojenie sił lądowych Estonii składało się w 2014 roku m.in. z: 272 opancerzonych pojazdów bojowych oraz 144 zestawów artylerii holowanej. Marynarka wojenna Estonii (Eesti Merevägi) dysponowała w 2014 roku jedną fregatą oraz siedmioma okrętami obrony przeciwminowej. Estońskie siły powietrzne z kolei posiadały w 2014 roku uzbrojenie w postaci m.in. dwóch samolotów szkolno-bojowych oraz czterech śmigłowców.
Wojska estońskie w 2014 roku liczyły 3,2 tys. żołnierzy zawodowych oraz 60 tys. rezerwistów. Według rankingu Global Firepower (2014) estońskie siły zbrojne stanowią 96. siłę militarną na świecie, z rocznym budżetem na cele obronne w wysokości 335 mln dolarów (USD).

## Podział administracyjny
Estonia jest podzielona na 15 prowincji (est. maakonnad; lp. – maakond; ‘powiat’). Prowincje z kolei dzielą się w sumie 79 gmin dwóch rodzajów: 15 miejskich (linn) i 64 wiejskie (vald).
| Prowincja         | Stolica    | Powierzchnia [km²] | Ludność |
| ----------------- | ---------- | ------------------ | ------- |
| Hiuma             | Kärdla     | 1023               | 10 289  |
| Sarema            | Kuressaare | 2922               | 35 356  |
| Läänemaa          | Haapsalu   | 2383               | 28 101  |
| Raplamaa          | Rapla      | 2980               | 37 093  |
| Parnawa           | Pärnu      | 4807               | 89 660  |
| Harjumaa          | Tallinn    | 4333               | 521 410 |
| Virumaa Zachodnia | Rakvere    | 3465               | 66 743  |
| Virumaa Wschodnia | Jõhvi      | 3364               | 174 809 |
| Järvamaa          | Paide      | 2623               | 38 255  |
| Jõgevamaa         | Jõgeva     | 2604               | 37 647  |
| Viljandimaa       | Viljandi   | 3422               | 56 854  |
| Tartu             | Tartu      | 2993               | 148 872 |
| Põlvamaa          | Põlva      | 2165               | 31 954  |
| Võrumaa           | Võru       | 2305               | 38 967  |
| Valgamaa          | Valga      | 2044               | 35 059  |

## Demografia
| Statystyki demograficzne (2007)                                 | Statystyki demograficzne (2007)                                 |
| Zmiana liczby ludności Estonii w latach 1970–2010 (w tysiącach) | Zmiana liczby ludności Estonii w latach 1970–2010 (w tysiącach) |
| --------------------------------------------------------------- | --------------------------------------------------------------- |
| Liczba ludności                                                 | 1 315 912                                                       |
| Ludność według wieku                                            |                                                                 |
| 0–14 lat                                                        | 15% mężczyzn: 103 367 kobiet: 97 587                            |
| 15–64 lat                                                       | 67,5% mężczyzn: 427 043 kobiet: 468 671                         |
| ponad 64 lata                                                   | 17,5% mężczyzn: 75 347 kobiet: 152 318                          |
|                                                                 |                                                                 |
| Piramida demograficzna Estonii (2005)                           |                                                                 |
| Średnia wieku                                                   |                                                                 |
| w całej populacji                                               | 39,4 lat                                                        |
| mężczyzn                                                        | 36 lat                                                          |
| kobiet                                                          | 42,9 lat                                                        |
| Przyrost naturalny                                              | –0,313%                                                         |
| Współczynnik urodzeń                                            | 10,17 urodzeń/1000 mieszkańców                                  |
| Współczynnik zgonów                                             | 13,3 zgonów/1000 mieszkańców                                    |
| Współczynnik migracji                                           | –3,22 migrantów/1000 mieszkańców                                |
| Ludność według płci                                             |                                                                 |
| przy narodzeniu                                                 | 1,06 mężczyzn/kobiet                                            |
| poniżej 15 lat                                                  | 1,06 mężczyzn/kobiet                                            |
| 15–64 lat                                                       | 0,91 mężczyzn/kobiet                                            |
| powyżej 64 lat                                                  | 0,5 mężczyzn/kobiet                                             |
| w całej populacji                                               | 0,84 mężczyzn/kobiet                                            |
| Umieralność niemowląt                                           |                                                                 |
| w całej populacji                                               | 7,59 martwych/1000 żywych urodzeń                               |
| płci męskiej                                                    | 8,77 martwych/1000 żywych urodzeń                               |
| płci żeńskiej                                                   | 6,34 martwych/1000 żywych urodzeń                               |
| Oczekiwana długość życia                                        |                                                                 |
| w całej populacji                                               | 72,3 lat                                                        |
| mężczyzn                                                        | 66,87 lat                                                       |
| kobiet                                                          | 78,07 lat                                                       |
| Rozrodczość                                                     | 1,41 urodzeń/kobietę                                            |
| HIV/AIDS                                                        |                                                                 |
| Współczynnik dorosłych z HIV/AIDS                               | 1,1% (2003)                                                     |
| Liczba osób żyjących z HIV/AIDS                                 | 7800 (2003)                                                     |
| Liczba zmarłych na HIV/AIDS                                     | mniej niż 200 (2003)                                            |

Liczba ludności Estonii na koniec 2018 roku wyniosła 1 323 820 osób, o 4690 osób więcej niż na koniec 2017. Zmiana ta wynika przede wszystkim z migracji. W 2018 roku do Estonii przyjechało 13 030 osób, a wyjechało 6940. Wzrosła również liczba urodzeń dzieci do około 14 270, o około 500 więcej niż w poprzednim roku.
Estończycy stanowią 68,6% ludności (spis z 2006 r.), Rosjanie 25,6% (głównie w Tallinnie, Kohtla-Järve i Narwie), Ukraińcy 2,1%, Białorusini 1,3%, Finowie 0,9%; pozostali to głównie Tatarzy, Łotysze, Żydzi, Polacy i Litwini. Od początków lat 90. spadek liczby ludności. Przyrost naturalny od 1991 ujemny (–5,3‰ w 1995 i –4,1‰ w 1997). Wskaźnik urodzeń 8,7‰ (1997); w wieku do 14 lat 19% populacji, 65 lat i więcej 14%. Ludność miejska 69% (1997). Gęstość zaludnienia 29,4 osób na km² (największa w północnej części, między Tallinnem a Narwą). Główne miasta poza stolicą: Tartu, Narwa, Kohtla-Järve, Parnawa.

### Struktura etniczna
Po zajęciu Estonii przez ZSRR, do tego kraju przesiedlono wielu Rosjan i innych Słowian stanowiących dziś ponad 28% mieszkańców kraju, ludzie ci w dużej części nie znają języka estońskiego, dlatego nie mogą zdać egzaminu przyznającego obywatelstwo estońskie. Po odzyskaniu niepodległości Estonii obywatelstwo estońskie nie zostało przyznane przywiezionym za ZSRR Rosjanom i ich potomkom, muszą oni ubiegać się o nie tak jak obcokrajowcy.
Narodowości według spisu z 2000 roku:
- 67,9% Estończycy
- 25,6% Rosjanie
- 2,1% Ukraińcy
- 1,3% Białorusini
- 0,9% Finowie
- 2,2% inni

#### Polacy w Estonii
Emigracja polska do Estonii w latach 30. XX w. liczyła ok. 1 tys. osób. Polacy skupieni byli głównie w Tallinnie, Narwie i Tartu. Byli to głównie rzemieślnicy i robotnicy. Pierwsze polskie organizacje w Estonii to: założony w 1929 roku Związek Narodowy Polski Jutrzenka w Tartu i założony w 1930 Związek Narodowy Polaków w Estonii w Tallinnie (1937 – 340 członków). Rozwijano działalność kulturalno-oświatową (chóry, biblioteki, teatry amatorskie i kółka samokształceniowe języka polskiego, historii i geografii).
W latach 1940–1941 i 1944–1945 miały miejsce prześladowania ludności polskiej przez NKWD (m.in. deportacje na Syberię). W 2016 roku Estonię zamieszkiwało 1747 Polaków.

## Cyberpaństwo
Estonia jest jednym z najbardziej zinformatyzowanych państw świata, w którym 99% usług publicznych administracji dokonywane jest on-line, zaś 67% społeczeństwa używa elektronicznych identyfikatorów. W 2019 roku 43,8% wyborców w wyborach do krajowego parlamentu oddało swój głos używając do tego celu internetu, w tym samym roku 46,7% wyborców oddało on-line swój głos w wyborach do Parlamentu Europejskiego.
Wysoki stopień informatyzacji państwa i społeczeństwa spowodował, że w roku 2007 – po usunięciu brązowego pomnika żołnierza radzieckiego w Tallinie – Estonia stała się celem pochodzącego z zagranicy największego w historii ataku cybernetycznego na infrastrukturę informatyczną rządu, oraz większość krajowych mediów i banków, który spowodował paraliż państwa w znacznej jego części. Po tych atakach, w ramach NATO rozpoczęto prace nad włączeniem cyberprzestrzeni do domen operacyjnych Sojuszu Północnoatlantyckiego – obok domen: morskiej, lądowej i powietrznej. Będące ich następstwem zmiany prawa międzynarodowego doprowadziły do zmian doktryn obronnych sojuszu, który zrównał atak cybernetyczny na państwo członkowskie sojuszu z atakami na nie w którejkolwiek z pozostałych domen, zaś podczas szczytu NATO w Brukseli w 2018 roku, postanowiono o utworzeniu w Estonii Centrum Operacji w Cyberprzestrzeni NATO (NATO Cyberspace Operations Centre), wchodzącego w skład struktury dowodzenia NATO.
W wyniku podjętych przez władze kraju i społeczeństwo estońskie po atakach cybernetycznych z 2007 roku działań, Estonia uważana jest dziś za jedno z 5 najlepiej zabezpieczonych przed atakami cybernetycznymi państw świata.
Estonia stała się pionierem w tworzeniu i implementacji koncepcji „e-Rezydencji”, będąc pierwszym krajem na świecie, który wprowadził tę innowacyjną praktykę. Program ten obejmuje wydawanie cyfrowego dokumentu tożsamości – e-Dowodu e-Rezydenta, który służy do identyfikacji w świecie cyfrowym i umożliwia składanie cyfrowych podpisów elektronicznych. Ten podpis elektroniczny jest zgodny z wymogami rozporządzenia eIDAS Parlamentu Europejskiego i Rady (UE) nr 910/2014 z dnia 23 lipca 2014 r. Kluczowym elementem jest karta inteligentna z mikroprocesorem, przechowująca certyfikaty podpisu elektronicznego i wyposażona w kody PIN. Program e-Rezydencji umożliwia obcokrajowcom korzystanie z estońskich usług cyfrowych, takich jak online’owa rejestracja firm i zdalne zarządzanie działalnością gospodarczą poprzez elektroniczny Rejestr Handlowy, oferując im te same możliwości, co mieszkańcom Estonii.
Do końca 2023 roku status elektronicznego rezydenta Estonii otrzymało ponad 100 000 osób z 181 krajów świata. W ciągu niecałych 10 lat od uruchomienia programu przez e-rezydentów założono ponad 27 000 estońskich przedsiębiorstw, a liczba ta nadal szybko rośnie.

## Religia
W spisie powszechnym z 2021 roku 29% respondentów odpowiedziało, że czuje się związana z jakąś religią przy 58% odpowiadających, że nie czuje się związana z żadną. 16% populacji stanowią wyznawcy prawosławia, a 8% luteranizmu (spadek z 14% w 2000 roku i 10% w 2011). 0,8% wyznaje katolicyzm (wzrost z 0,4% w 2011), a 0,5% islam (wzrost z 0,1% w 2011).

## Język
Oficjalnym językiem kraju jest język estoński, należący do grupy języków ugrofińskich. Estoński jest bardzo blisko spokrewniony z językiem fińskim.
Język estoński posiada także bardzo silne wpływy germańskie (głównie z niemieckiego i szwedzkiego), około 30% wszystkich słów pochodzi z tych języków, w tym najwięcej z dolnosaksońskiej odmiany języka niemieckiego. Spowodowane jest to wielowiekową, niemiecką, szwedzką i duńską dominacją, osadnictwem i panowaniem na terenie Estonii.
Podczas ery radzieckiej język rosyjski był obowiązkowo nauczany w szkołach i stąd powszechna jego znajomość, nie tylko wśród etnicznych Rosjan, ale również wśród starszych, 30-70-letnich Estończyków. Historia Estonii sprawia jednak, że nawet znający język rosyjski Estończycy nie chcą go używać i w praktyce wolą porozumiewać się w dowolny inny sposób, przy pomocy kilku znanych słów angielskich lub na migi. Współcześnie w szkołach, jako pierwszy obcy język wykładany jest raczej angielski, który jest stosunkowo powszechnie znany wśród młodych ludzi.
Języki, według spisu z 2000 roku:
- język estoński 67,3%
- język rosyjski 29,7%
- język võro 2%
- inne 1%

Analfabetyzm, dane szacunkowe na rok 2003:
- ogólnie: 0,2%
- mężczyźni: 0,2%
- kobiety: 0,2%

## Największe miasta
| Miasto       | Liczba mieszkańców | Liczba Estończyków | Procentowo Estończyków |
| ------------ | ------------------ | ------------------ | ---------------------- |
| Tallinn      | 400 387            | 215 114            | 53,7%                  |
| Tartu        | 101 169            | 80 397             | 80%                    |
| Narwa        | 68 680             | 3331               | 4,9%                   |
| Kohtla-Järve | 47 679             | 8479               | 17,8%                  |
| Parnawa      | 45 500             | 36 112             | 80%                    |
| Viljandi     | 20 756             | 18 995             | 91,5%                  |
| Sillamäe     | 17 199             | 719                | 4,2%                   |
| Rakvere      | 17 097             | 14 496             | 84,8%                  |
| Maardu       | 16 738             | 3331               | 20%                    |
| Valga        | 14 323             | 8970               | 62,6%                  |
| Kuressaare   | 14 925             | 14 548             | 97,5%                  |
| Võru         | 14 879             | 13 414             | 90%                    |
| Jõhvi        | 12 112             | 4022               | 33,2%                  |
| Haapsalu     | 12 054             | 9587               | 80%                    |
| Paide        | 9642               | 8683               | 90%                    |

## Gospodarka
| Ekonomiczne dane statystyczne na lata 2004–2006                        | Ekonomiczne dane statystyczne na lata 2004–2006                                  |
| ---------------------------------------------------------------------- | -------------------------------------------------------------------------------- |
| PKB PPP – na 1 mieszkańca PKB nominalne – na 1 mieszkańca – wzrost PKB | 26,85 mld USD 20 300 USD 13,89 mld USD 13 500 USD 11,4%                          |
| waluta:                                                                | EUR euro = 100 eurocentów                                                        |
| struktura zatrudnienia:                                                | – rolnictwo 11% – przemysł 20% – usługi 69%                                      |
| udział % w PKB                                                         | – rolnictwo 3,4% – przemysł 28% – usługi 68,6%                                   |
| budżet – dochody – wydatki                                             | 5,994 mld USD 5,718 mld USD                                                      |
| inflacja                                                               | 4,4%                                                                             |
| dług publiczny                                                         | 3,6% PKB                                                                         |
| dług zagraniczny                                                       | 13,94 mld USD                                                                    |
| rezerwy złota i dewizy                                                 | 2,344 mld USD                                                                    |
| siła robocza                                                           | 673 000 ludzi                                                                    |
| ludność żyjąca poniżej ubóstwa                                         | 5%                                                                               |
| bezrobocie                                                             | 4,5%                                                                             |
| inwestycje                                                             | 32,4% PKB                                                                        |
| przemysłowe produkcyjne tempo wzrostu                                  | 8%                                                                               |
| elektryczność – produkcja – konsumpcja                                 | 9,29 mld kWh 6,84 mld kWh                                                        |
| ropa naftowa – produkcja – konsumpcja                                  | 6,819 bb bar/d 60 000 bar/d                                                      |
| gaz ziemny – produkcja – konsumpcja                                    | 0 m³ 1,44 mld m³                                                                 |
| import                                                                 | 12,03 mld USD                                                                    |
| import (najważniejsi partnerzy)                                        | Finlandia: 19,7% Niemcy: 13,9% Rosja: 9,2% Szwecja: 8,9% Litwa: 6% Łotwa: 4,7%   |
| eksport                                                                | 9,68 mld USD                                                                     |
| eksport (najważniejsi partnerzy)                                       | Finlandia: 26,3% Szwecja: 13,2% Łotwa: 8,8% Rosja: 6,5% Niemcy: 6,2% Litwa: 4,6% |

Estonia jest jednym z najlepiej rozwiniętych gospodarczo państw dawnego bloku wschodniego oraz razem z Litwą jest jedną z najbogatszych republik dawnego Związku Radzieckiego.
W 2015 r. Estonia była 25. gospodarką Unii Europejskiej pod względem wielkości PKB w parytecie siły nabywczej i 108. gospodarką świata, a pod względem wielkości PKB nominalnego – 26. gospodarką UE i 102. gospodarką świata.
W 2015 r. PKB per capita w parytecie siły nabywczej Estonii wyniósł 21 400 PPS (74,6% średniej UE), a PKB per capita nominalny – 15 580 euro (54,2% średniej UE).
Estonia jest państwem przemysłowo-rolniczym. Do 1991 wchodziła w skład nadbałtyckiego regionu ekonomicznego ZSRR, była silnie uzależniona od importu surowców i paliw. Reforma systemu gospodarczego została zapoczątkowana przed uzyskaniem niepodległości. Estonia jako pierwsze z państw powstałych po rozpadzie ZSRR opuściła w 1992 strefę rublową. Obecnie dynamicznie rozwijający się kraj (średniorocznie 9–12%), gospodarka oparta na usługach (69%). Przemysł to 28% PKB, a rolnictwo 4%.
Duża komputeryzacja państwa. Znaczne pozyskanie torfu. Silnie rozwinięty przemysł maszynowy, elektroniczny, drzewny i meblarski, chemiczny i spożywczy. Głównym ośrodkiem jest stolica Tallinn. Produkcja energii 8,8 TWh, piwa 95 mln litrów. Uprawa głównie jęczmienia, pszenicy, ziemniaków i żyta, w hodowli większe znaczenie mają trzoda i bydło mięsne. Pomyślnie rozwija się rybołówstwo – 104 tys. ton ryb.
Port morski w Tallinnie należy do większych na Bałtyku. Sieć drogowa liczy 28 tys. km, a jej uzupełnieniem jest 958 km kolei (2005 r.). Coraz większe znaczenie ma turystyka (dochody przekraczają pół miliarda dolarów). Eksport 9,65 mld dolarów (2006 rok), import 12,61 mld (2006) dolarów. Wartość PKB w 2004 roku wyniosła 7,2 mld euro, czyli 5,4 tys. na mieszkańca.
Bezrobocie: średnio 2% (2007 r.) (regiony zamieszkane przez Rosjan 10%).

### Rolnictwo
Użytki rolne zajmują 32% powierzchni kraju (2000). Zbiory zbóż (jęczmień, owies, pszenica) 643 tys. t (1996), rośliny pastewne (gł. wieloletnie trawy), ziemniaki (0,6 mln t), len, w strefach podmiejskich – warzywa. Intensywna hodowla bydła mleczno-mięsnego (758 tys. sztuk – 1990), trzody chlewnej typu mięsnego (1 mln), owiec, kóz, drobiu. Rybołówstwo morskie, główne porty rybackie: Tallinn, Parnawa, Haapsalu i Kuressaare.

### Turystyka
W 2015 roku kraj ten odwiedziło 2,763 mln turystów (5,3% mniej niż w roku poprzednim), generując dla niego przychody na poziomie 1,5 mld dolarów. Głównym celem turystycznym jest Tallinn ze Starym Miastem, wpisanym na listę światowego dziedzictwa UNESCO.
Według danych za 2018 rok, najwięcej turystów pochodziło z Finlandii, Rosji, Łotwy, Niemiec i Szwecji.

## Galeria

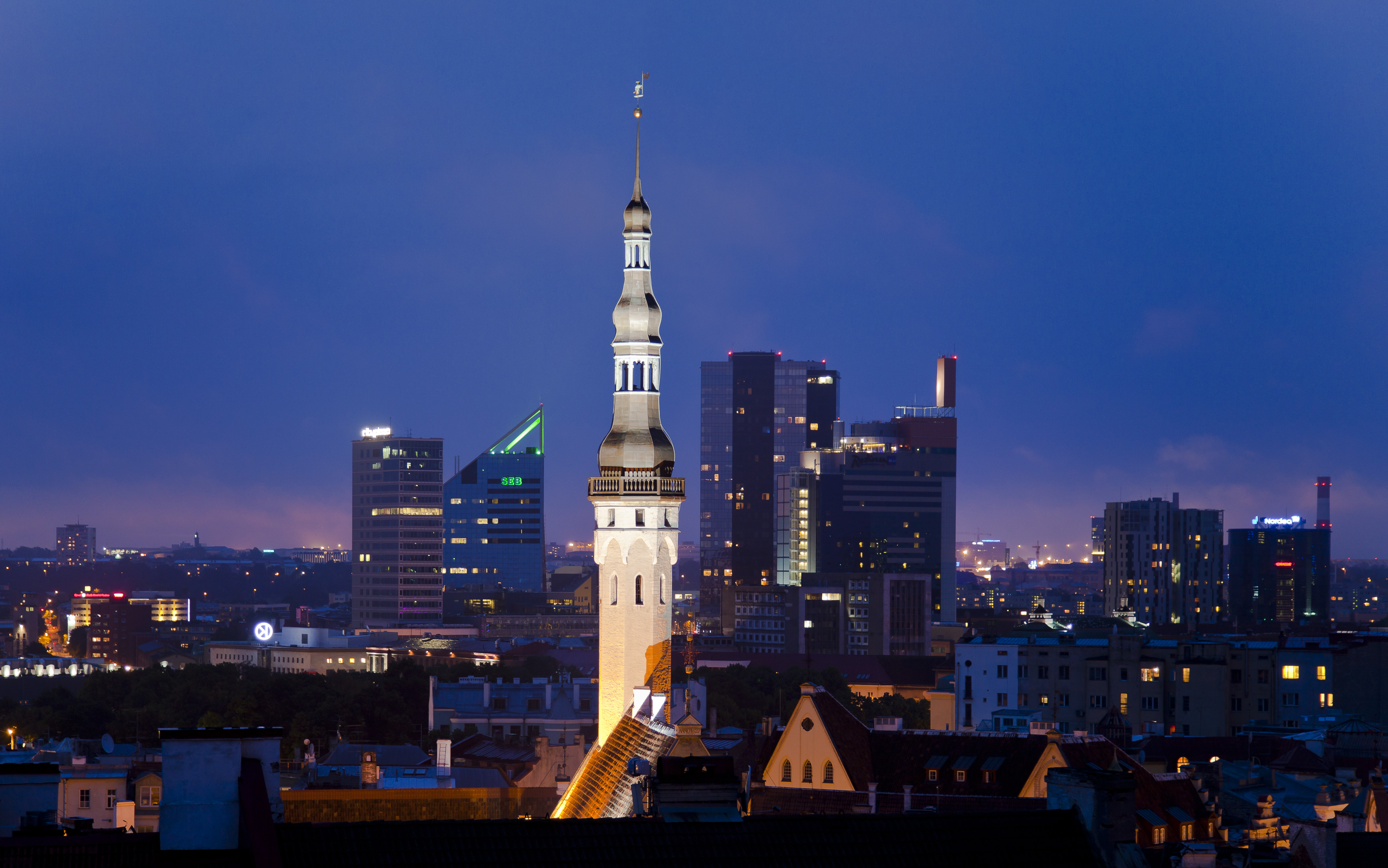
Panorama Tallinna
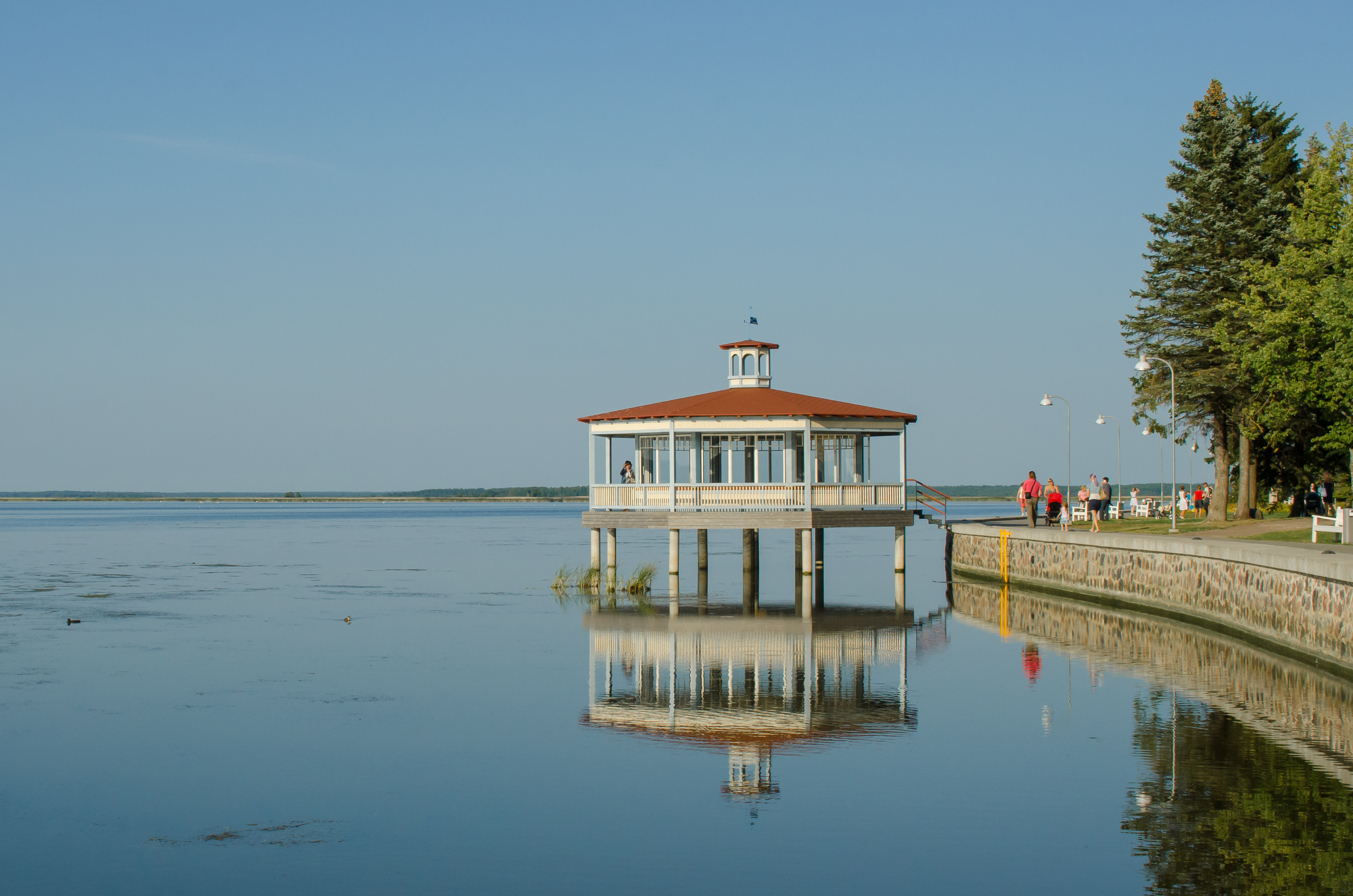
Promenada w Haapsalu
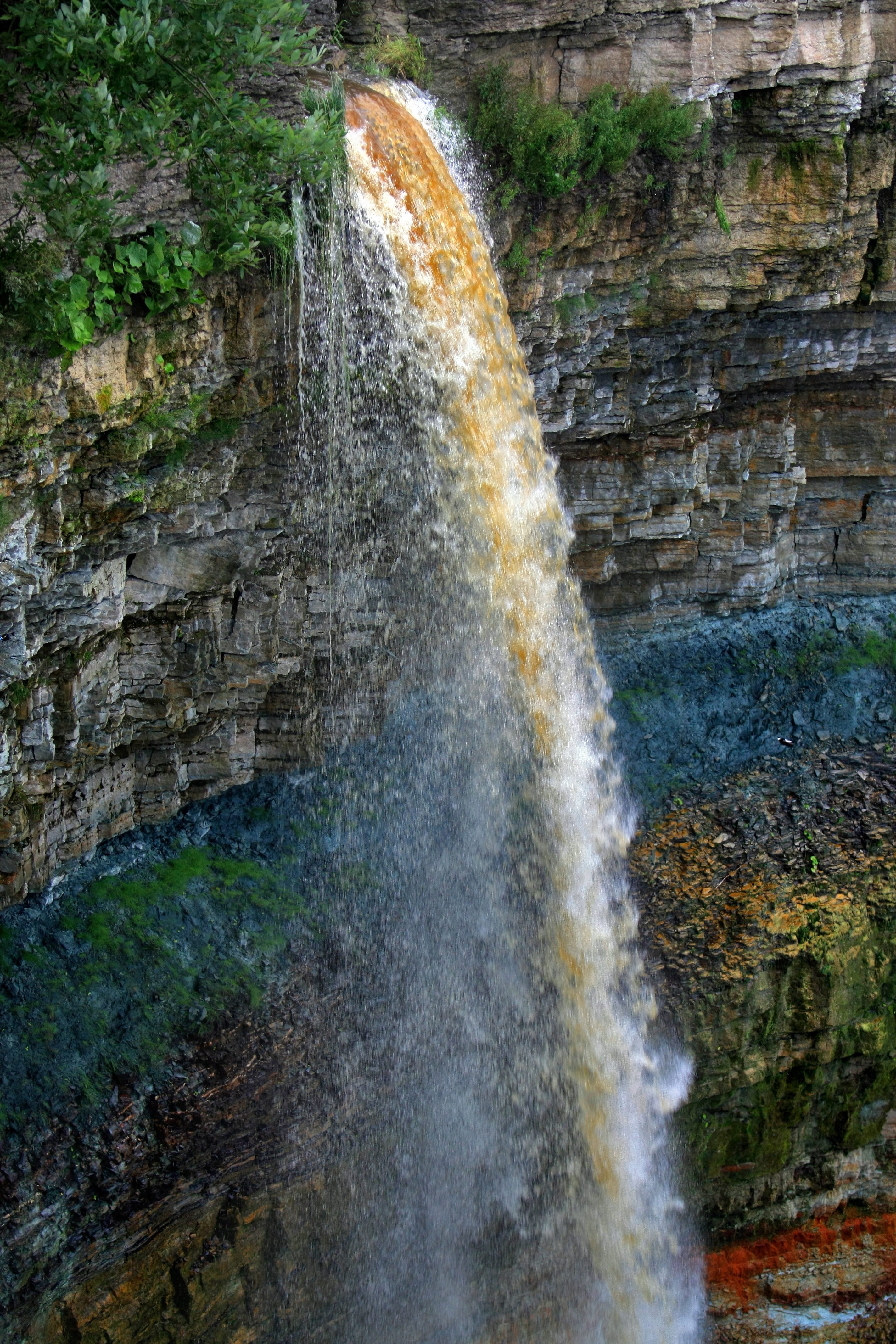
Wodospad Valaste
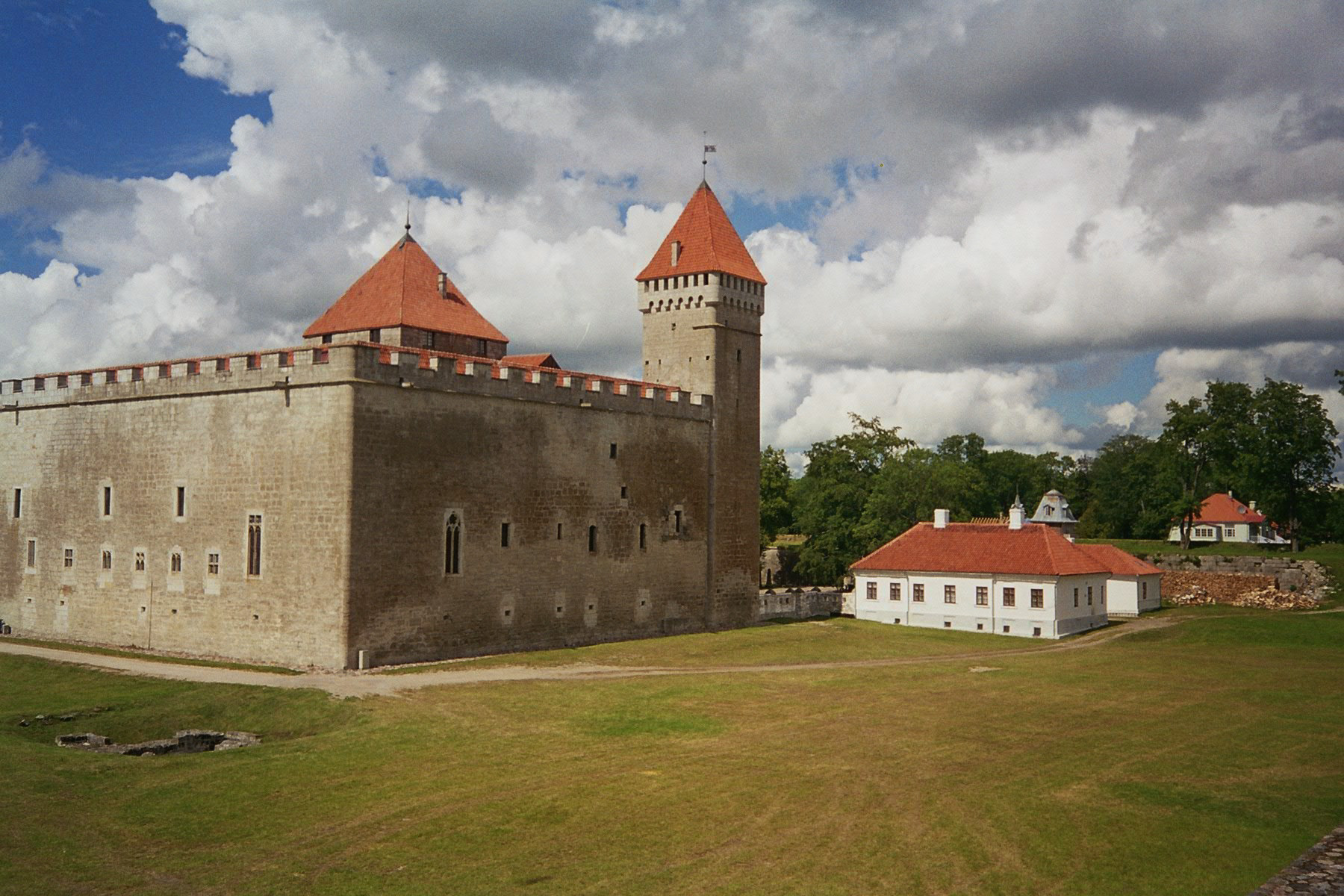
Zamek Kuressaare
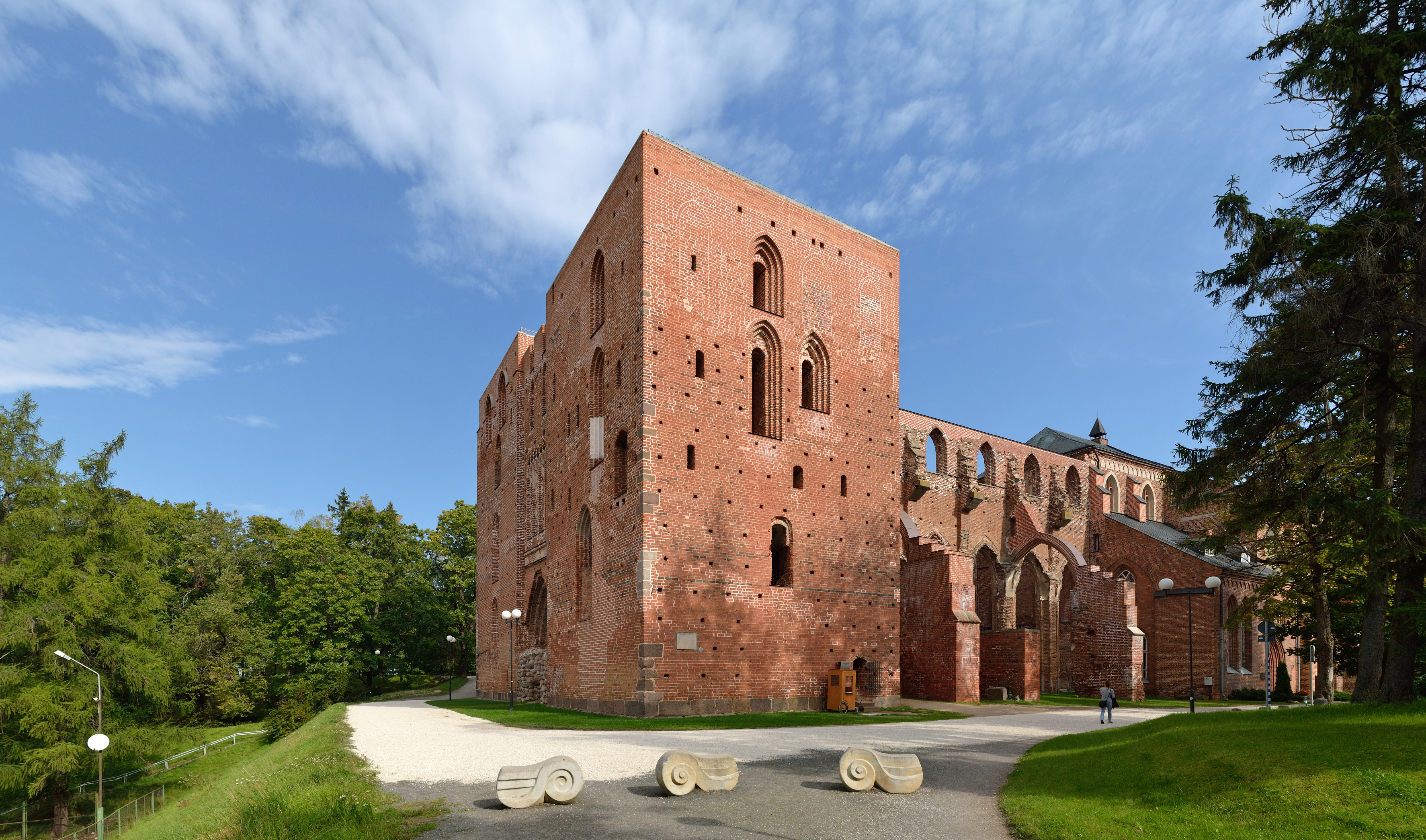
Ruiny katedry w Tartu
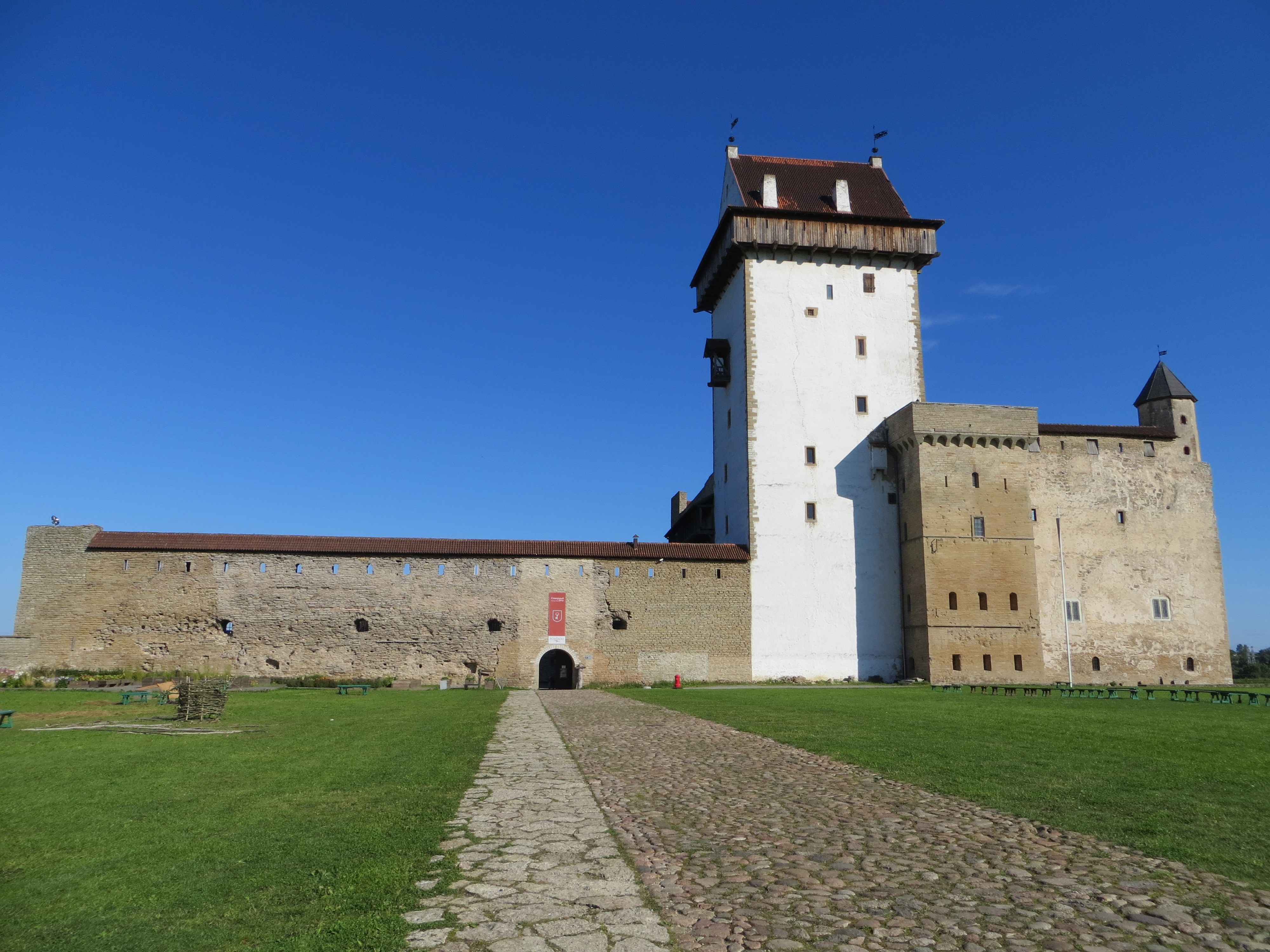
Zamek w Narwie
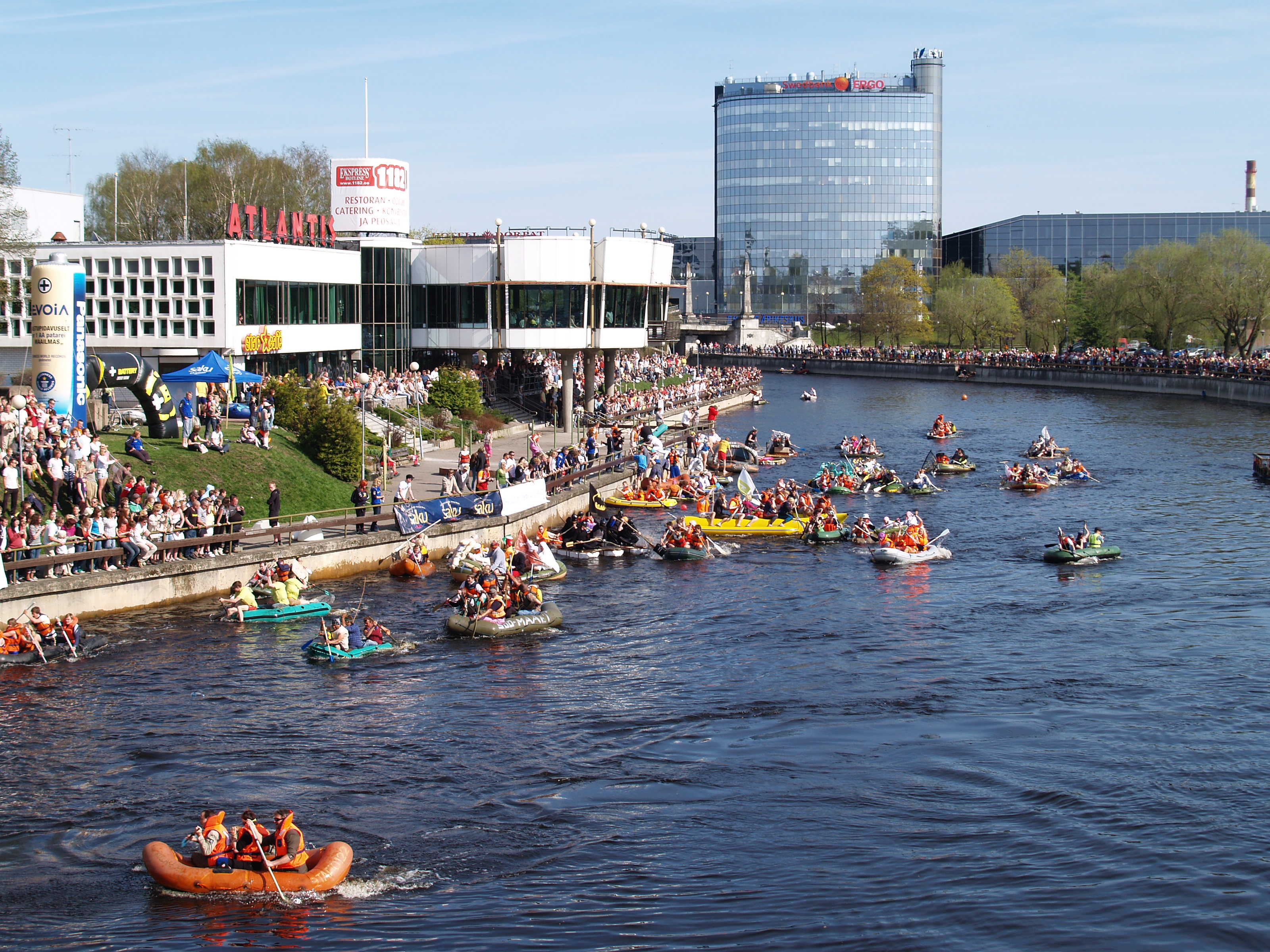
Dni Wiosny w Tartu